# فرخ نگهدار

مناظره تلویزیونی از راست: عبدالکریم سروش و مصباح یزدی در برابر احسان طبری و فرخ نگهدار در سال ۱۳۶۰

فرخ نگهدار (زادهٔ ۱۴ آبان ۱۳۲۵ در تهران) فعال سیاسی چپ‌گرای ایرانی است. او در نوجوانی به سازمان چریک‌های فدایی خلق ایران به رهبری بیژن جزنی پیوست تا نهایتاً توسط ساواک دستگیر شد و به‌خاطر عضویت در گروه مسلح چریکی مدتی را در زندان سپری کرد.
او بعد از انقلاب ۱۳۵۷ و در پی انشعاب در این سازمان رهبری جناح اکثریت آن را بر عهده گرفت. نگهدار با آن‌ که به «فعالیت سیاسی مسالمت‌آمیز در چارچوب حکومت اسلامی» اعتقاد داشت، اما متهم به شرکت در جریان براندازی شد و پس از مدتی زندگی مخفیانه مجبور به ترک ایران شد. با وجود این او همچنان معتقد به اصلاحات در قالب حکومت جمهوری اسلامی است و به همین دلیل مورد انتقاد بسیاری از مخالفان حکومت جمهوری اسلامی و هم‌فکران سابقش قرار دارد. فرخ نگهدار سال‌هاست که در لندن زندگی می‌کند.
فرخ نگهدار خواهرزاده محمد صادق و محمدرضا انصاری مدیر و سهامدار شرکت کیسون (شرکت) است.

## دیدگاه‌ها
فرخ نگهدار در مصاحبه‌ای به تاریخ ۱۲ آذر ۱۳۹۵ با صادق صبا مدعی شد که سال‌ها شعار «مرگ بر سه مفسدین، کارتر و صدام و بگین» را سر می‌داده.
فرخ نگهدار معتقد است که اصلاح امور در جمهوری اسلامی ممکن هست و این گفته که «ابتدا باید رژیم را عوض کرد تا اصلاحات واقعی امکان‌پذیر شود» به باور او «بی‌پایه و زیان‌بار است».
فرخ نگهدار در توئیتی به تاریخ ۳۱ مه ۲۰۲۱ نوشت: «روز رای‌گیری با بیرق «نه به رئیسی» به کنسولگری جمهوری اسلامی ایران خواهم رفت و رای خواهم داد». او در توئیت دیگری به تاریخ ۳ ژوئن نوشت که: «به عبدالناصر همتی رای خواهم داد».